# Gil Goldstein
Gil Goldstein, född 1950, är en amerikansk jazzpianist och spelar även synthesizer. 
Han började att studera dragspel vid fem års ålder men gick senare över till cello och piano. Han studerade vid  Berklee College of Music och sedan 1973 har han arbetat med Pat Metheny, Lee Konitz, med flera. Goldstein började att spela i Gil Evans Orchestra i början av 1980-talet och arbetade även med Wayne Shorter. Han har också arbetat med filmer, inklusive De-Lovely där han framförde "I Love Paris" och instruerade Kevin Kline, och i Lille Buddha som arrangör.  
Goldstein återupptog dragspelandet under 1980-talet. Det mest kända kända insatserna han gjort med dragspel under 1980-talet var att ackompanjera Michel Petrucciani. Som dragspelare turnerade han med Richard Galliano år 2000, men spelade även piano på turnén. 
Han har vunnit tre Grammy Awards, två för sin produktion och arrangemang för Michael Breckers album Wide Angles (2003).
Han är nuvarande professor vid New York University